# Karoi
Karoi è un centro abitato dello Zimbabwe, situato nella Provincia del Mashonaland Occidentale.